# Cinetus lanceolatus
Cinetus lanceolatus är en stekelart som beskrevs av Thomson 1858. Cinetus lanceolatus ingår i släktet Cinetus, och familjen hyllhornsteklar. Arten är reproducerande i Sverige.